# Robia LaMorte
Robia LaMorte (7 de julio de 1970, Queens, Nueva York) es una actriz estadounidense conocida por su papel como Jenny Calendar en Buffy the Vampire Slayer.

## Vida personal

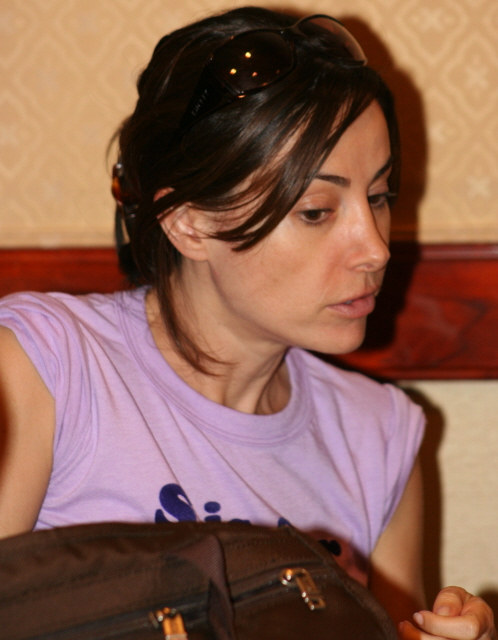
Robia LaMorte en el Angel Booster Bash.

Robia nació en Queens pero creció en diferentes lugares incluyendo Florida Keys y Ocean City, en Maryland.

## Filmografía
| Películas  | Películas                       | Películas                | Películas                                                                                 |
| Año        | Título                          | Papel                    | Notas                                                                                     |
| ---------- | ------------------------------- | ------------------------ | ----------------------------------------------------------------------------------------- |
| 1988       | Earth Girls Are Easy            | 'I'm a Blond' Dancer     | No acreditada                                                                             |
| 1994       | The Pros & Cons of Breathing    | Mona                     |                                                                                           |
| 1996       | Fox Hunt                        | Lisa Gilroy              |                                                                                           |
| 1997       | Spawn                           | Reportera de la XXN      |                                                                                           |
| 1998       | Deidre's Party                  | Robia                    |                                                                                           |
| 1999       | Chicks, Man                     | Kelly                    |                                                                                           |
| 1999       | 12 Stops on the Road to Nowhere | Jenny                    |                                                                                           |
| 2000       | Looking for Lois                | Fran                     | Película corta                                                                            |
| 2002       | Robot Bastard!                  | Catherine                |                                                                                           |
| 2005       | Pomegranate                     | Natalie                  |                                                                                           |
| Televisión |                                 |                          |                                                                                           |
| Año        | Título                          | Papel                    | Notas                                                                                     |
| 1991       | Blood Ties                      | Female Shrike            | FOX TV-Movie                                                                              |
| 1993       | Beverly Hills, 90210            | Jill Fleming             | Episode: So Long, Farewell, Auf Wiedersehen, Goodbye Episode: The Girl From New York City |
| 1995, 1998 | Silk Stalkings                  | Denise Veronique Collins | Episodio: Brother's Keeper Episodioe: Do You Believe in Magic?                            |
| 1997       | Lawless                         |                          | Episodio: Piloto                                                                          |
| 1997       | The Sentinel                    | Erika Lazar              | Episodio: The Inside Man                                                                  |
| 1997–1998  | Buffy Cazavampiros              | Jenny Calendar           |                                                                                           |
| 1999       | The Pretender                   | Cindy Wells              | Episode: Countdown                                                                        |
| 1999       | Rescue 77                       | Megan Cates              |                                                                                           |
| 1999       | Time of Your Life               | Angela                   | Episode: The Time the Millennium Approached                                               |
| 2000       | 18 Wheels of Justice            | Maureen Cummings         | Episodio: Con Truck                                                                       |
| 2001       | CSI: Crime Scene Investigation  | Joan Marks               | Episodio: You've Got Male                                                                 |

- Datos: Q448276
- Multimedia: Robia LaMorte / Q448276